# Aussac-Vadalle
Aussac-Vadalle é uma comuna francesa na região administrativa da Nova Aquitânia, no departamento de Charente. Estende-se por uma área de 33,35 km². Em 2010 a comuna tinha 520 habitantes (densidade: 29,5 hab./km²).